# Малула
Малула или Маалоула (арам. מעלולא, Маалули, арап. معلولا, Маʿлула) је град у Сирији. Налази се око 56 км североисточно од Дамаска на подручју планина Каламун, које су део планинског венаца Антилибан. Становници Малуле говорили су новозападно-арамејским дијалектом све док нису расељени 2013. године, због грађанског рата у Сирији. Према попису из 2004. године, у Малули су живеле 2.762 особе, од којих су око 70 одсто хришћани, док их је 2019. године било тек око трећине.

## Назив
Име града Малула на арамејском језику значи улаз и указује на положај насеља у кланцу уског планинског превоја.

## Локални хришћани
Хришћани, који су заједно чинили око 70% становништва пре грађанског рата, припадају Мелкитској гркокатоличкој цркви и Антиохијској грчкој православној цркви. Град је на Блиском истоку познат по прослави Воздвижења часног Крста 14. септембра.
У селу се налази грчки православни манастир Свете Текле, који је изграђен око пећине и гробнице (Магарат Мар Такла) Свете Текле. Међутим, бивша црква Ајатекла у турском граду Силифке такође је тврдила да се налази гроб свеца.
На брду изнад села налази се манастир Сергије и Вакх Мелкитске гркокатоличке цркве, подигнут вероватно у 4. веку и посвећен мученицима Сергију и Вакху, њихов спомен је 7. октобар. Посебност манастирске цркве, за коју предање каже да је најстарија на свету, јесте олтарска плоча у виду паганског жртвеника, односно олтарска плоча је обликована тако да се скупља крв животињске жртве. а на једном месту на олтарској плочи излаз. За овај део грађевине се каже да потиче из паганског храма, односно из прехришћанског времена.

Ово место посећују све сиријске хришћанске деноминације и хришћани из Либана. Међу ходочасницима има и много сунитских муслимана. Западне туристе привлачи планинска позадина. Малула је родно место бискупа сиријске курије Франсоа Абу Моха у Мелкитској патријаршији у Антиохији.

## У сиријском грађанском рату
Почетком децембра 2013. године терористичка организација Фронт Ал Нусра заједно са другим групацијама напала је Малулу и том приликом отела четрнаест монахиња и три искушенице. Терористи су украли сву имовину манастира немерљиве верске и историјске вредности, јединствене иконе, крстове, звона, књиге и рукописе. Монахиње Малуле су биле ослобођене после годину дана уз посредовање Уједињених нација. Приликом напада, који су осудиле међународне хуманитарне и културне организације, убијени су многобројни мирни становници града. У окупираном граду цркве и манастири били су затворени неколико година. У последње време многа црквена здања су обновљена, али иконе које сада стоје окачене на зидовима само су копије оригинала поклоњене манастиру. Манастир Свете првомученице Текле поново је отворен за посете крајем 2019. године, када су после завршетка радова поклоници добили могућност да се поклоне његовим светињама.
Јосиф I Абси, патријарх Антиохије и целог Оријента и поглавар Мелкитске гркокатоличке цркве уједињене са Римом, изразио је гнев Матији Матушеку 2018. због прогона хришћана од стране побуњеника у Малули и другим деловима Сирије. Мелкитски свештеник Тауфик Еид из манастирске цркве Светог Ђорђа је заузврат истакао да је Малула некада одражавала суживот вера и да није имала војно стратешки значај. Према његовим речима, исламистички побуњеници су се више бавили конкретним нападом и уништавањем добро познатог симболичког места хришћанства у Сирији и арамејског језика.